# Беларуская Палічка
Беларуская Палічка (укр. Білоруська полиця) — найстаріша і найбільша (на 2005 рік) білоруська електронна бібліотека, закладена в 1996 році білоруським студентом з Австрії Андрієм Жвіром коштом власної стипендії.
Постійний склад співробітників під час заснування налічував 5 чоловік, в тому числі дизайнер, системний адміністратор і сканувальник. На час заснування всі співробітники, окрім самого Андрія Жвіра, мешкали в Білорусі і займалися створенням електронної книгозбірні безкоштовно. Першими розміщеними на сайті книгами стали «100 запитань і відповідей з історії Білорусі» (біл. 100 пытанняў і адказаў з гісторыі Беларусі), «Слідами одного міфу» (біл. Па слядах аднаго міфу) Миколи Єрмаловича і «Невідома війна: 1654—1667» (біл. Невядомая вайна: 1654—1667) Геннадія Сагановича. Першим видавництвом, що дозволило свої книги переводити в електронний формат був «Білоруський книгозбір» (біл. Беларускі кнігазбор).
До літа 2005 р. при сайті діяв і форум «Вітальня» (біл. Гасцёўня). З 2001 року «Білоруська полиця» (біл. Беларуская Палічка) змінила адресу на knihi.com.